# サンタクルス県
サンタ・クルス県（サンタ・クルスけん、スペイン語: Departamento de Santa Cruz）は、ボリビアのアマゾン地方に広がる県。

## 概要
ボリビアで最大の面積を持つ県である。ブラジルとパラグアイとの国境を持つ。温暖な気候を持ち、農業が盛んである。
チャコ戦争のときには南東から南部にかけてが戦場になった。この戦争の結果、ボリビアはパラグアイ川へ通じる領土を得、サンタ・クルス県の豊富な産物を大西洋側に輸出するときの拠点になることが期待されたが、現在はそれほど重要な物資輸送ルートにはなっていない。。
ユネスコの世界遺産に1990年に登録されたチキトスのイエズス会伝道所、1998年に登録されたサマイパタの砦、2000年に登録されたノエル・ケンプ・メルカード国立公園はいずれもサンタ・クルス県内にある。
県内にはオキナワ移住地、サンフアン移住地という名前の日本人が入植した移住地がある。これらの移住区ではコメ・鶏卵・大豆などの作物を生産し、ボリビアの農作物生産に大きな貢献をしている。

## 隣接する県
- ロンドニア州
- マットグロッソ州
- マットグロッソ・ド・スル州
- アルト・パラグアイ県
- ボケローン県
- チュキサカ県
- コチャバンバ県
- ベニ県

## 郡

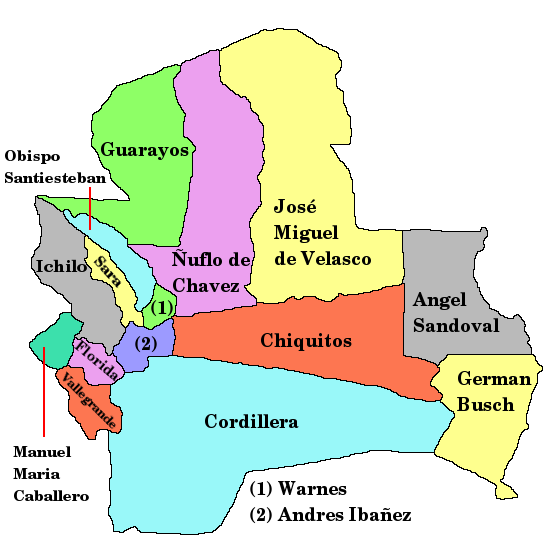
サンタクルス県の郡

サンタクルス県は下位行政区分として15の郡がある。
| 郡                       | 郡庁所在地                     | 面積 (km²) | 人口（人） （2005年推計） |
| ------------------------ | ------------------------------ | ---------- | ------------------------- |
| アンドレス・イバニェス郡 | サンタ・クルス・デ・ラ・シエラ | 4,821      | 1,549,849                 |
| Ignacio Warnes           | Warnes                         | 1,216      | 62,417                    |
| José Miguel de Velasco   | San Ignacio                    | 65,425     | 64,517                    |
| Ichilo                   | Buena Vista                    | 14,232     | 82,952                    |
| Chiquitos                | San José                       | 31,429     | 70,319                    |
| Sara                     | Portachuelo                    | 6,886      | 42,157                    |
| Cordillera               | Lagunillas                     | 86,245     | 108,843                   |
| Vallegrande              | Vallegrande                    | 6,414      | 27,691                    |
| Florida                  | Samaipata                      | 4,132      | 29,850                    |
| Obispo Santiesteban      | Montero                        | 3,673      | 166,267                   |
| Ñuflo de Chávez          | Concepción                     | 54,150     | 116,101                   |
| Ángel Sandoval           | San Matías                     | 37,442     | 14,362                    |
| Manuel Maria Caballero   | Comarapa                       | 2,310      | 22,142                    |
| Germán Busch             | Puerto Suárez                  | 24,903     | 37,637                    |
| Guarayos                 | Ascensión                      | 20,293     | 38,498                    |